# Лафосс, Жан-Батист Адольф
 Жан-Батист Адольф Лафосс  (фр. Jean Baptiste Adolphe Lafosse, лит. Lafosas, Adolfas; 24 февраля 1810, Париж — 31 января 1879, Париж]] — французский живописец, рисовальщик и литограф, портретист, книжный иллюстратор.

## Биография
О жизни художника известно крайне мало. Рисунку и живописи он учился в Париже у академического живописца Поля Делароша. Лафосс писал картины на бытовые и исторические сюжеты, но более всего, портреты. С 1833 года выставлял свои работы в Парижском салоне.
Он также является автором многочисленных литографий, созданных по собственным рисункам или композициям других художников. В частности, Лафосс выполнил 184 иллюстрации для «Пантеона французских иллюстраций XIX века», изданного Виктором Фрондом (17 томов, 1869—1873). Воспроизводил в хромолитографиях бытовые, в том числе анекдотические, сюжеты картин Жюля Вормса.
Лафосс работал также в Литве и Польше, выполняя заказы на портреты аристократических персон. 17 апреля 1841 года он женился на Шарлотте Бонне. Преподавал в Школе изящных искусств в Париже.
Адольф Лафосс умер в своем доме № 32 по улице Лепик 31 января 1879 года.
Дети Лафосса: Сесиль Берт и Жюль-Жорж также стали художниками.

## Галерея

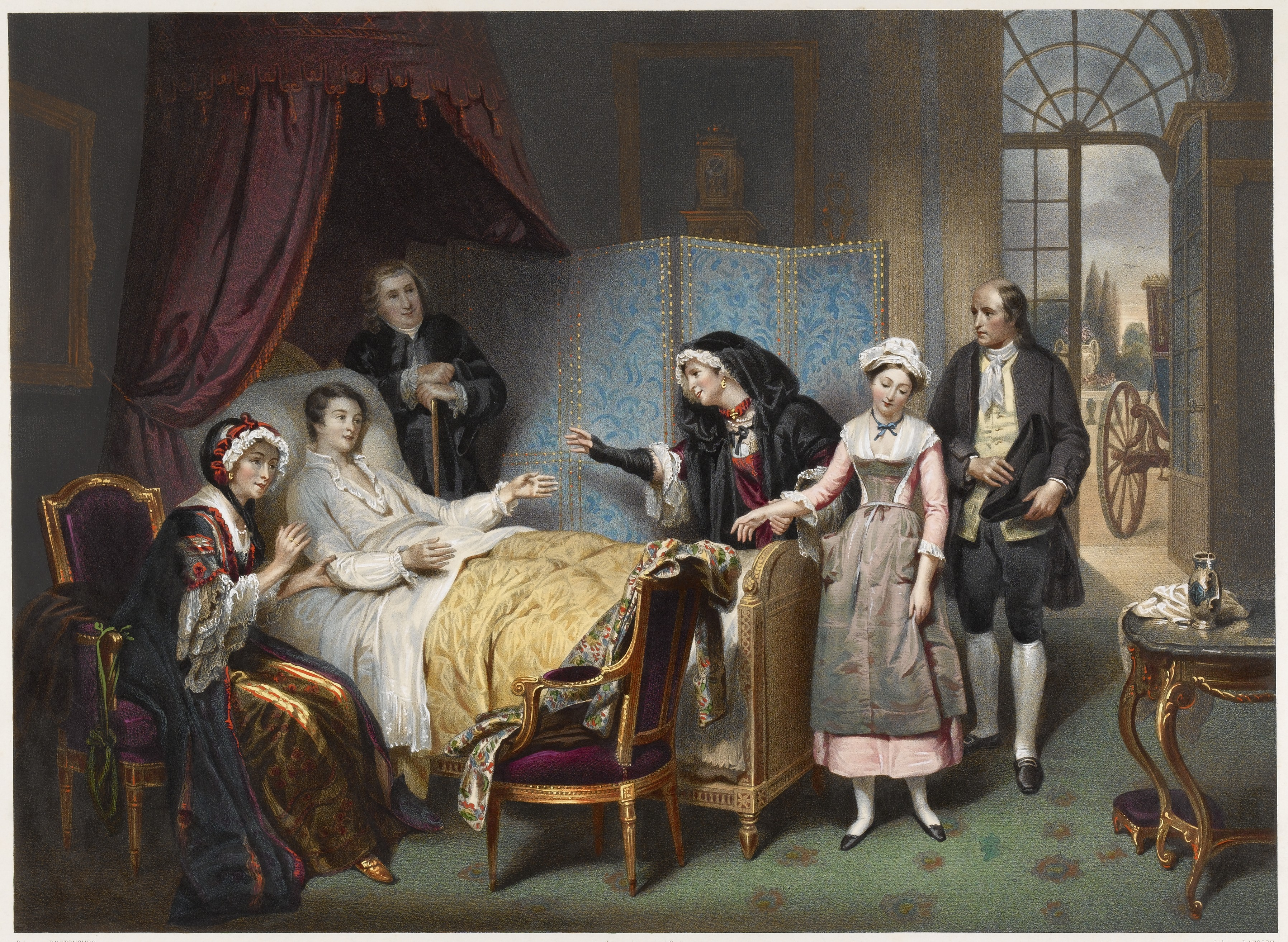
Молодая женщина приходит навестить больного молодого человека в надежде, что её любовь вылечит его. По оригиналу П. Э. Детуша. Хромолитография
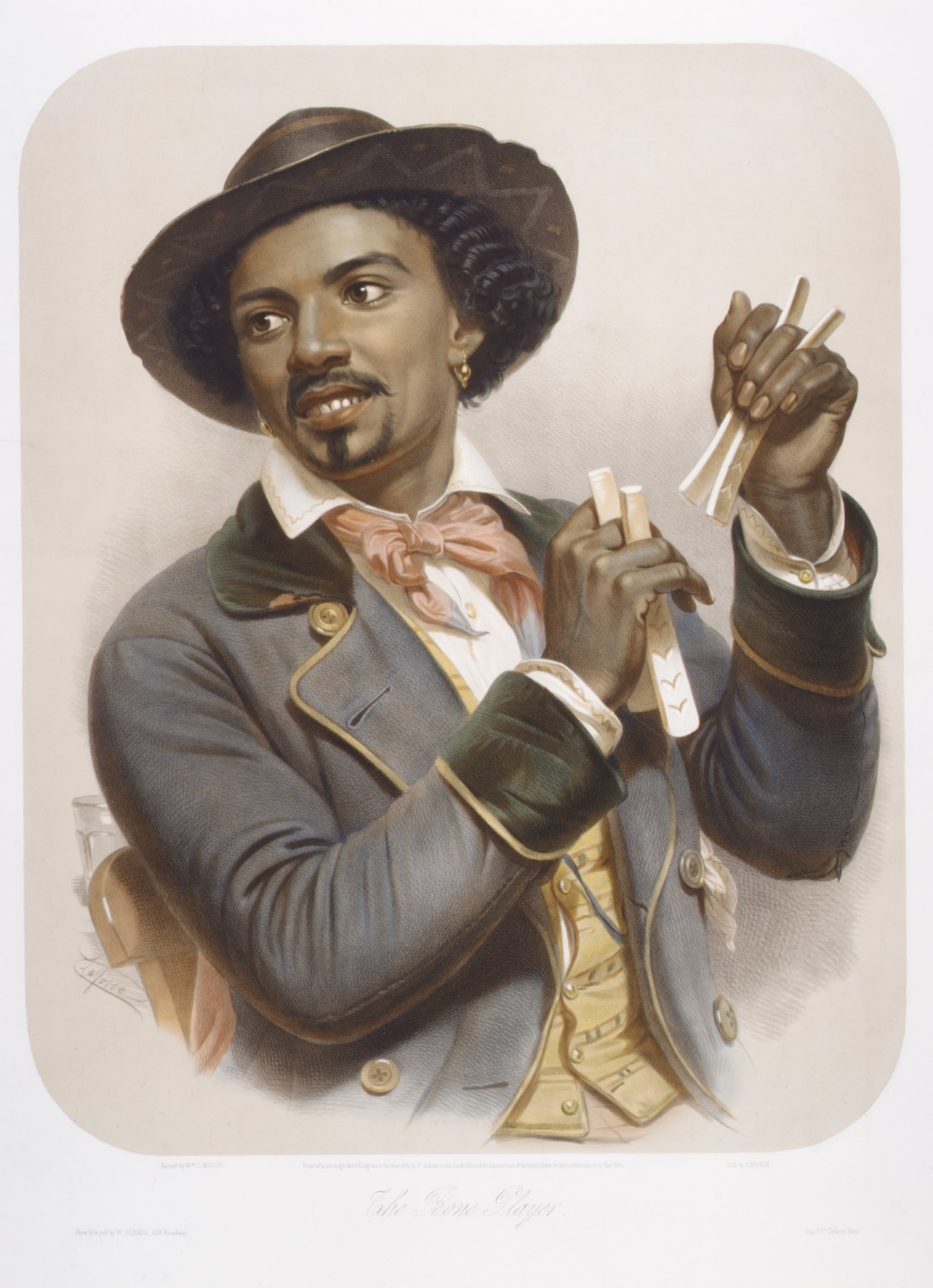
Игрок на костях. По оригиналу У. С. Маунта. 1857. Литография, раскраска акварелью и гуашью. Метрополитен-музей, Нью-Йорк
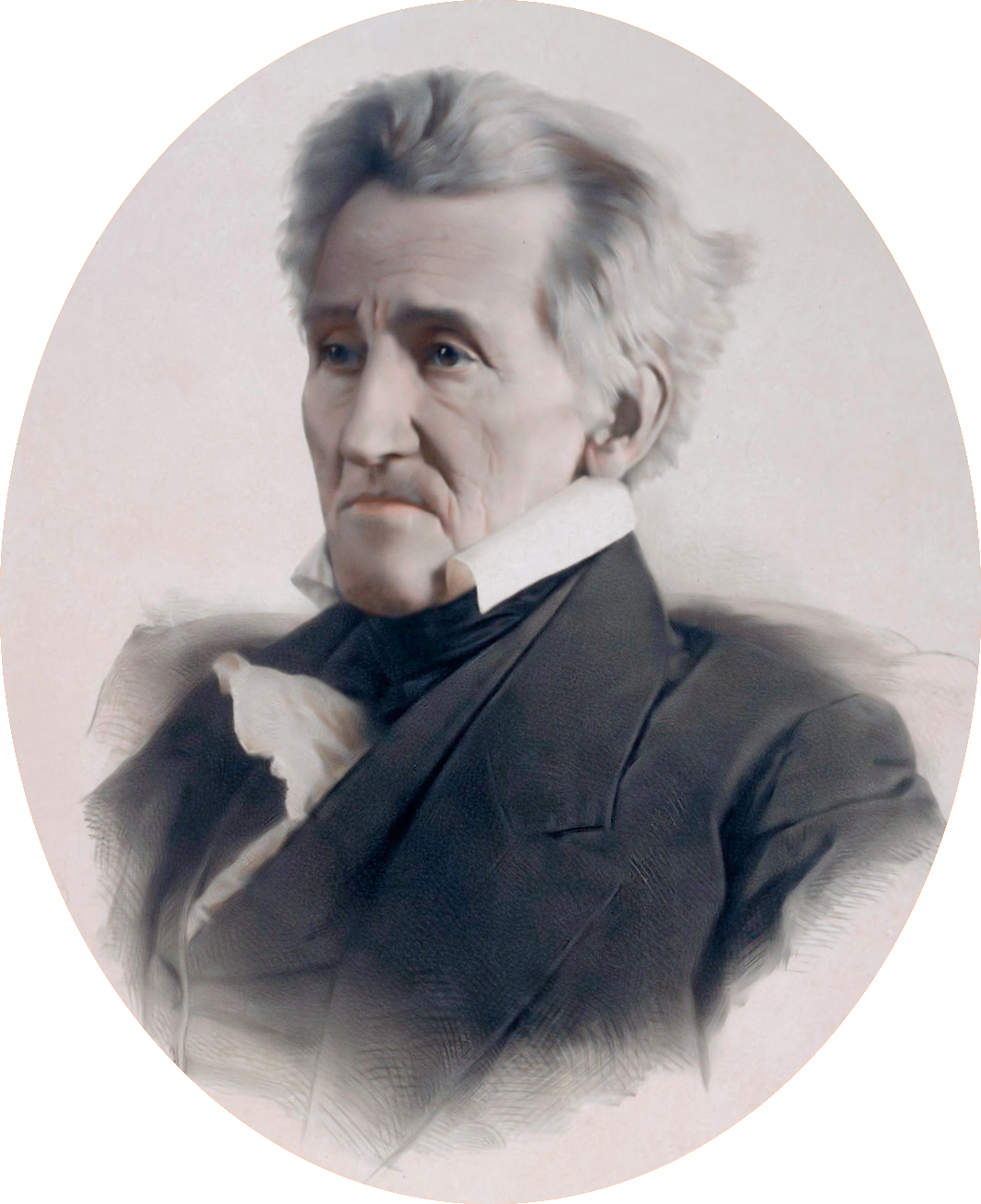
Эндрю Джексон, бывший президент США, в 1845 году, за месяц до смерти. 1856. Литография по дагерротипу. Раскраска акварелью
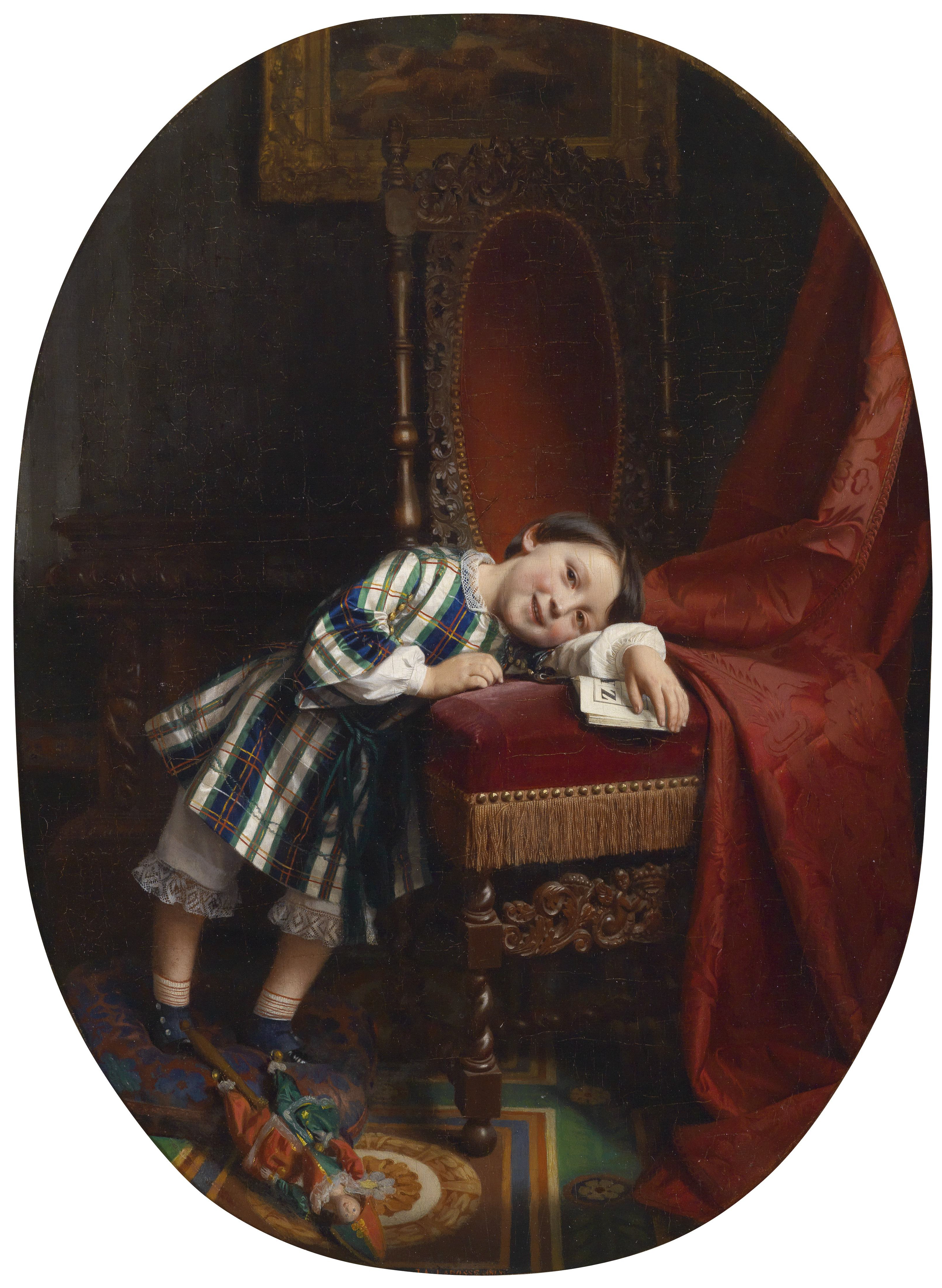
Портрет ребёнка на бархатном стуле. 1847. Дерево, масло. Частное собрание
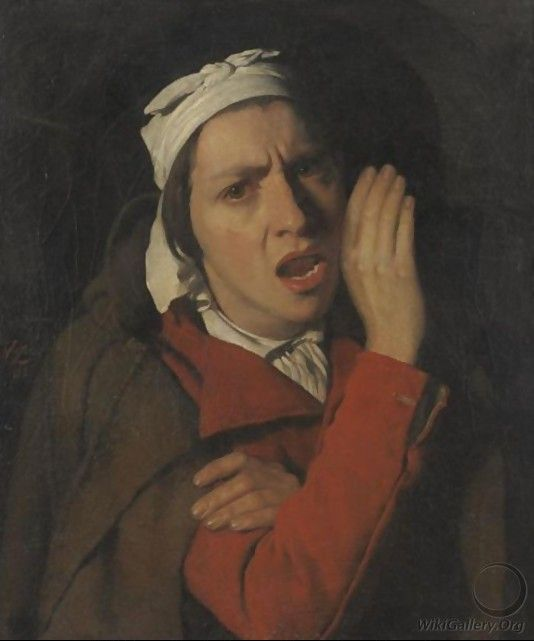
Революционер. Холст, масло.
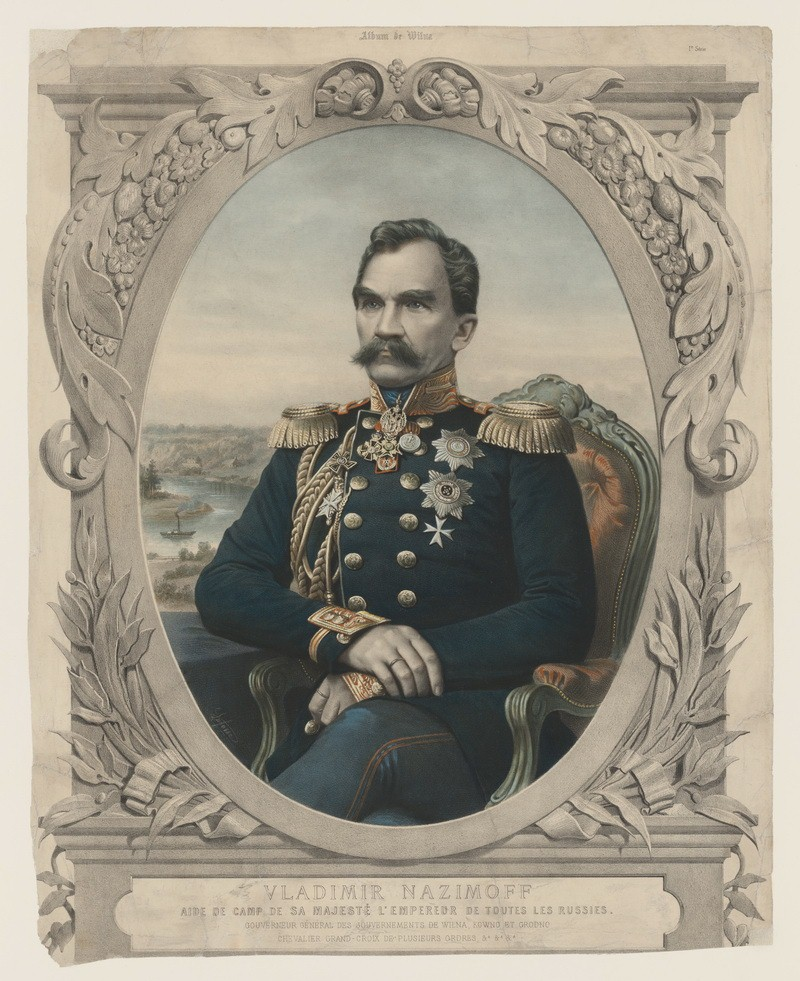
Генерал-губернатор Владимир Назимов. Литография из Виленского альбома, изданного Я. К. Вильчинским. 1857. Литография, раскраска акварелью. Национальный музей Литвы, Вильнюс
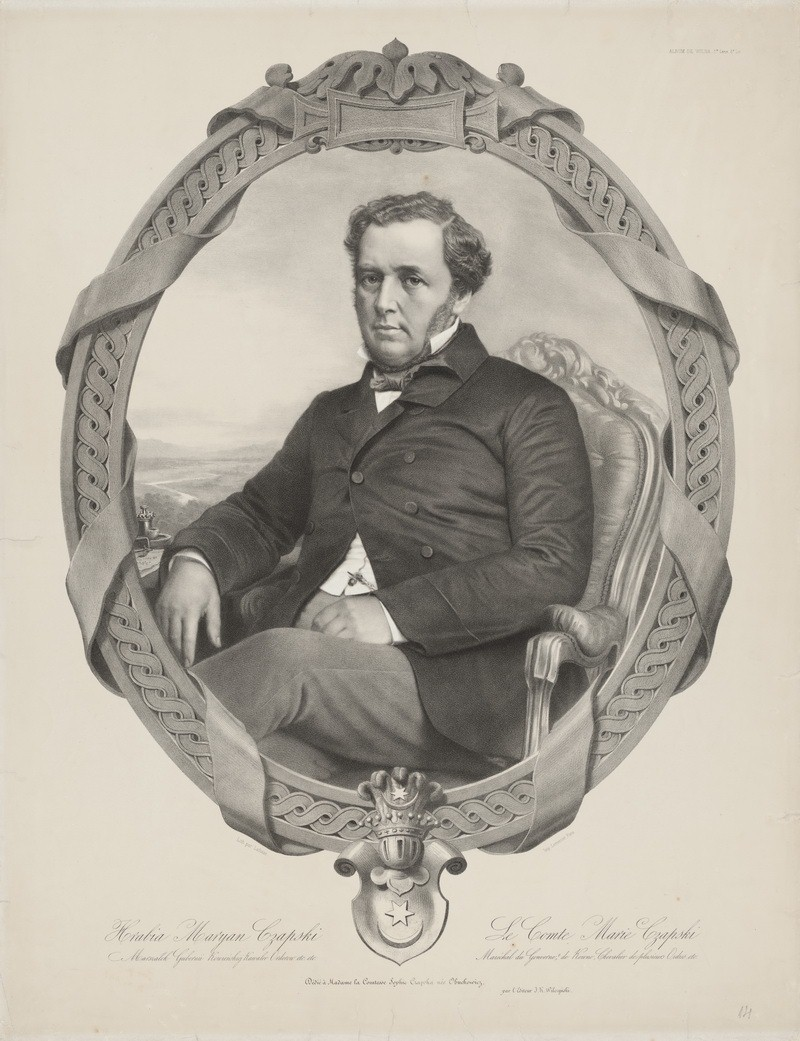
Граф Мариан Гуттен-Чапский. Литография из Виленского альбома, изданного Я. К. Вильчинским. 1857. Литография, раскраска акварелью. Национальный музей Литвы, Вильнюс
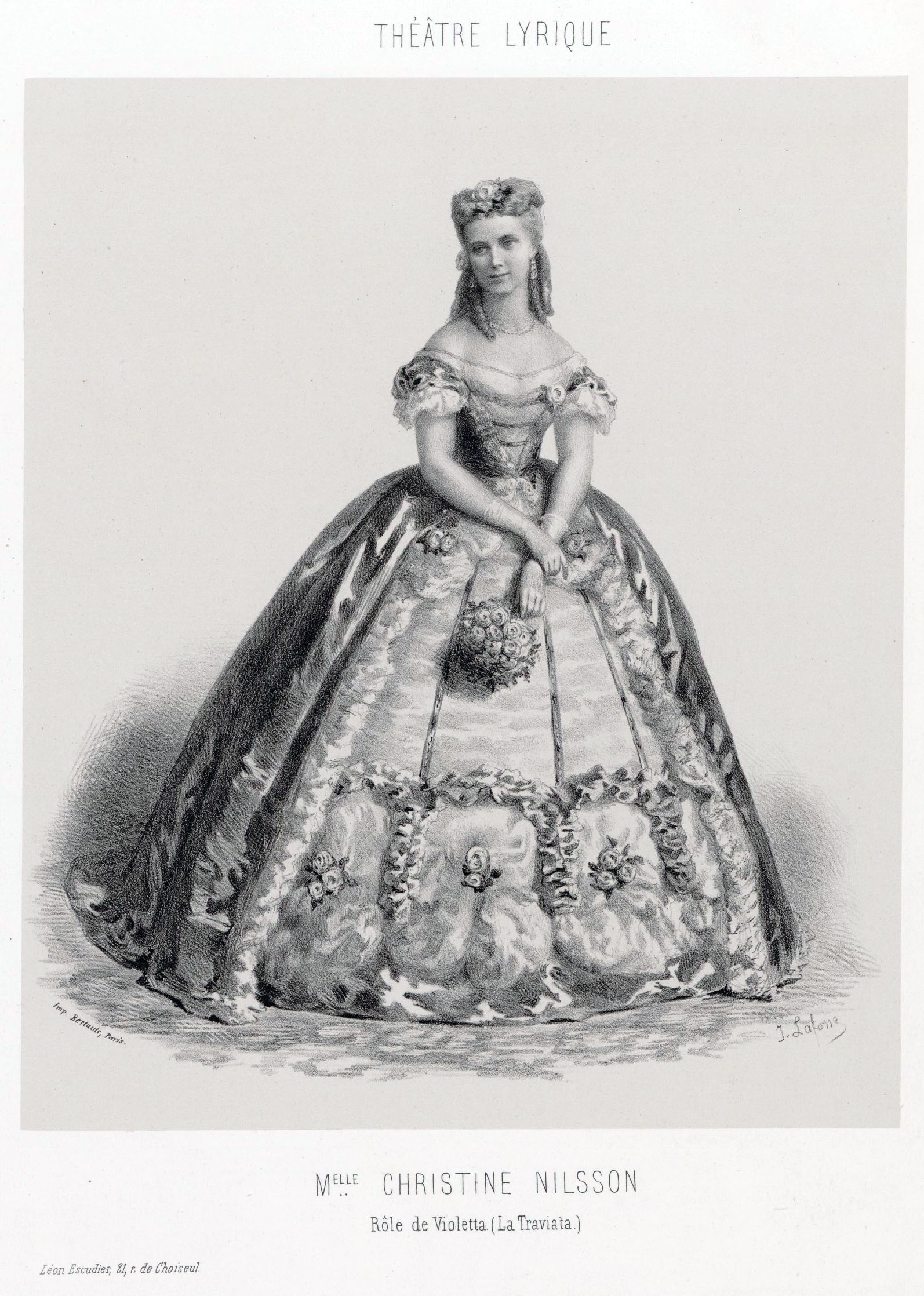
Кристин Нильссон, сопрано из Швеции, в роли Виолетты в опере Верди Травиата, в которой она дебютировала 27 октября 1864 года, в театре «Лирик», Париж. Литография